# Ajuma Ameh-Otache
Ajuma Ameh-Otache (* 1. Dezember 1984; † 10. November 2018) war eine nigerianische Fußballspielerin in der Position Mittelfeld.

## Leben
Ameh-Otache war Teil der nigerianischen Frauenfußballnationalmannschaft bei den Olympischen Sommerspielen 2004 in Athen und spielte auf Vereinsebene für die Pelican Stars FC.  Nach ihrer aktiven Zeit als Spielerin war sie als Trainerin – auch für Männerteams – tätig; zuletzt arbeitete sie mit dem nigerianischen U17-Team.
Sie starb im November 2018 im Alter von 33 Jahren an einer seltenen Muskelkrankheit. Ameh-Otache war verheiratet und hatte drei Kinder.